# Jegor Dugin
Jegor Igoriewicz Dugin, ros. Егор Игоревич Дугин (ur. 4 listopada 1990 w Czelabińsku) – rosyjski hokeista.

## Kariera
- Traktor 2 Czelabińsk (2007-2009)
- Jużnyj Urał Orsk (2009)
- Mietałłurg Miednogorsk (2009-2012)
- Traktor Czelabińsk (2009-2011)
- Bielije Miedwiedi Czelabińsk (2009-2012)
- Mieczeł Czelabińsk (2011-2012)
- Mietałłurg Żłobin (2012)
- Traktor Czelabińsk (2012-2013)
- Dinamo Moskwa (2013-2015)
- Admirał Władywostok (2015-2016)
- Dinamo Moskwa (2016-2017)
- Torpedo Niżny Nowogród (2017-2018)
- Sibir Nowosybirsk (2018)
- Traktor Czelabińsk (2018-2019)
- HK Soczi (2019-2020)
- Jugra Chanty-Mansyjsk (2020)
- Kunlun Red Star (2020-2021)
- Junost' Mińsk (2021)
- Cracovia (2021-2022)
- Buran Woroneż (2022-)

Wychowanek i do 2013 zawodnik Traktora Czelabińsk. Zdobywca pierwszego gola w sezonie KHL (2013/2014). Od 18 grudnia 2013 zawodnik Dinama Moskwa. W kwietniu 2014 przedłużył kontrakt o trzy lata. Od października 2015 zawodnik Admirała Władywostok. Od maja 2016 ponownie zawodnik Dinama. Od sierpnia 2017 zawodnik Torpedo Niżny Nowogród. Pod koniec sierpnia 2018 został zawodnikiem Sibiru Nowosybirsk. W październiku 2018 przeszedł do Traktora Czelabińsk, w 2019 grał w HK Soczi, a w styczniu 2020 został zawodnikiem Jugry Chanty-Mansyjsk. Od sierpnia 2020 zawodnik chińskiego Kunlun Red Star. W czerwcu 2021 przeszedł do białoruskiej Junostii Mińsk, skąd odszedł pod koniec listopada tego samego roku. 27 grudnia 2021 ogłoszono jego angaż w zespole Cracovii. W kwietniu 2022 przeszedł do Burana Woroneż.

## Sukcesy
Klubowe
- Srebrny medal mistrzostw Rosji: 2013 z Traktorem Czelabińsk
- Puchar Polski: 2021 z Cracovią
- Puchar Kontynentalny: 2022 z Cracovią